# Ardalan Esmaili
Ardalan Esmaili, född 22 mars 1986 i Teheran, är en svensk skådespelare.

## Biografi
När Esmaili var två år flydde hans familj från Teheran under Iran-Irak-kriget. Esmaili växte sedan upp i Malå och Skellefteå och utbildad vid Fridhems folkhögskola i Svalöv och Teaterhögskolan i Stockholm. 2012 avlade han examen och har sedan arbetat på Unga Klara där han spelat egna monologen [Utan Titel], om hans familj flykt från Iran, som även gavs på Parkteatern. På Unga Klara har han även spelat Marisol av Åsa Lindholm, Författarna av Alejandro Leiva Wenger och Lammungarnas fest av Leonora Carrington. 2014 började Ardalan Esmaili spela ≈ [ungefär lika med] skriven av Jonas Hassen Khemiri på Dramaten.  Hans genombrott på vita dukten kom 2017 med den danska dramafilmen Charmören. På Filmfestivalen i Berlin blev Esmaili utsedd till Shooting Star 2019.
I Netflixserien Helikopterrånet (2024), som skildrar Helikopterrånet i Västberga, spelar han en av rånarna i kuppen. År 2025 spelade Esmaili i den brittiska verklighetsbaserade dramaserien Lockerbie: A Search for Truth om Lockerbieattentatet. Han porträtterar Abdelbaset al-Megrahi, den libyske underrättelsechefen som dömdes för dådet.
Efter att ha varit ett par sedan 2015 gifte sig Esmaili år 2022 med skådespelaren Evin Ahmad. Tillsammans har de en son född 2024.

## Filmografi
- 2015  – Boys (TV-serie)
- 2016 – Beck - Sista dagen
- 2016 – Flickan, mamman och demonerna
- 2017–2020 – Rebecka Martinsson (TV-serie)
- 2017 – Charmören
- 2018 – Den döende detektiven (TV-serie)
- 2018 – Gråzon (TV-serie)
- 2020 – White wall (TV-serie)
- 2021 – Snöänglar (TV-serie)
- 2022 – Svart krabba
- 2022 – Snabba cash (TV-serie)
- 2022 – Vuxna människor (TV-serie)
- 2023 – Motståndaren
- 2023 – Kodnamn: Annika (TV-serie)
- 2024 – I dina händer (TV-serie)
- 2024 – Helikopterrånet (TV-serie)
- 2025 – Lockerbie: A Search for Truth (TV-serie)

## Teater

### Roller
| År   | Roll                                  | Produktion                                                      | Regi              | Teater                |
| ---- | ------------------------------------- | --------------------------------------------------------------- | ----------------- | --------------------- |
| 2012 |                                       | (Utan titel) Ardalan Esmaili                                    | Ardalan Esmaili   | Unga Klara            |
| 2013 |                                       | Marisol Åsa Lindholm                                            | Åsa Lindholm      | Unga Klara            |
| 2013 |                                       | (Utan titel) Ardalan Esmaili                                    | Ardalan Esmaili   | Parkteatern           |
| 2013 |                                       | Författarna Alejandro Leiva Wenger                              | Frida Röhl        | Unga Klara            |
| 2014 |                                       | Lammungarnas fest Leonora Carrington                            | Suzanne Osten     | Unga Klara            |
| 2014 | Casparus van Houten Ivan Pausprataren | ≈ [ungefär lika med] Jonas Hassen Khemiri                       | Farnaz Arbabi     | Dramaten              |
| 2015 |                                       | X Dimen Abdulla, Erik Uddenberg, Farnaz Arbabi, Molly Uddenberg | Farnaz Arbabi     | Unga Klara            |
| 2015 | Ganja                                 | Idioten Mattias Andersson efter Fjodor Dostojevskij             | Mattias Andersson | Dramaten              |
| 2017 | Hamlet                                | Hamlet William Shakespeare                                      | Örjan Andersson   | Folkteatern, Göteborg |